# Stadium Building
Stadium Theatre (część Stadium Building and Theatre) – historyczne kino i sala koncertowa oraz budynek handlowy znajdujący się przy 28 Monument Square w Woonsocket. Kompleks składa się z dwóch połączonych ze sobą sekcji, z których jedna mieści w sobie teatr. W drugiej znajdują się biura. W obydwu, na parterze, można znaleźć powierzchnie handlowe. Teatr został zaprojektowany przez Penny i Whipple z Providence i zbudowany w 1926.
Początkowe fundusze na budowę pochodziły od Norbert Champeau, wdowy zainteresowanej teatrem. Projekt został jednak prędko przejęty przez lokalnego przemysłowca, Arthura I. Darmana. Było to najbogatsze miejsc do występowania w mieście. Nazwa miejsca wzięła się od stadionowego stylu ustawienia siedzeń, dzięki któremu wszyscy goście mają dobry widok na scenę.
Budynek został wpisany na listę National Register of Historic Places w 1976.